# St. Michael und Crispin (Simmershofen)

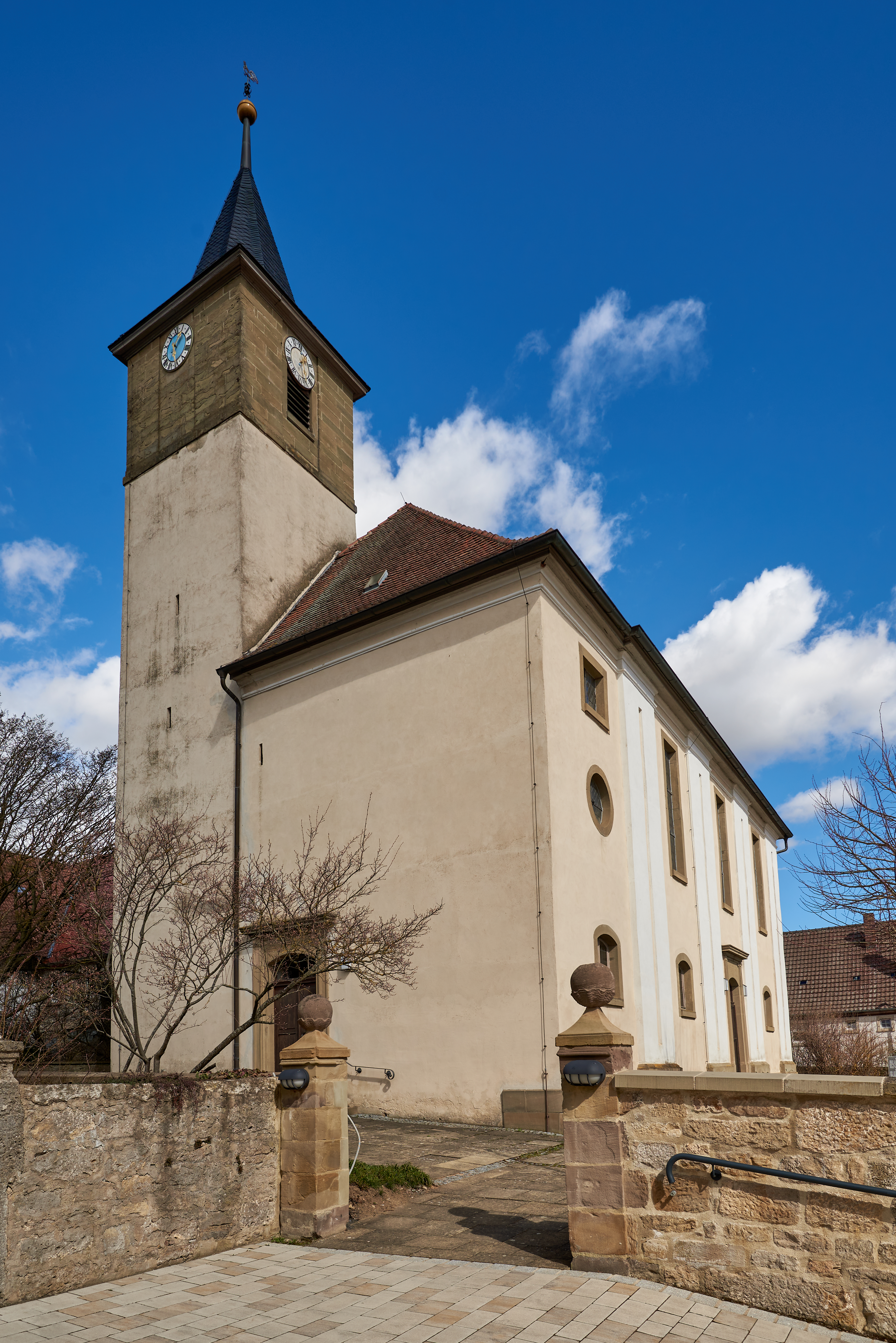
St. Michael und Crispin (Simmershofen)

Die denkmalgeschützte, evangelisch-lutherische Pfarrkirche St. Michael und Crispin steht in Simmershofen, einer Gemeinde im Landkreis Neustadt an der Aisch-Bad Windsheim (Mittelfranken, Bayern). Die Predigtkirche ist unter der Denkmalnummer D-5-73-126-2 als Baudenkmal in der Bayerischen Denkmalliste eingetragen. Die Pfarrei gehört zum Dekanat Uffenheim im Kirchenkreis Ansbach-Würzburg der Evangelisch-Lutherischen Kirche in Bayern.

## Beschreibung
Die Saalkirche wurde 1756 nach einem Entwurf von Johann David Steingruber unter Beibehaltung des nordwestlichen Kirchturms, der 1799 für die Unterbringung der Turmuhr und des Glockenstuhls aufgestockt werden musste, und Teilen des mittelalterlichen Vorgängerbaus erbaut. Der achtseitige Knickhelm des Kirchturms ist schiefergedeckt.